# Richie Blackmore
Richard Blackmore detto Richie (Birmingham, 18 ottobre 1953) è un ex calciatore inglese, di ruolo portiere.

## Carriera
Ha disputato 356 gare in quattordici stagioni della massima divisione irlandese, con la maglia del Dundalk e del Galway Utd; con i Lilywhites conquistò anche otto trofei nazionali, fra cui tre edizioni del campionato. Conta anche 27 presenze nella NASL e 22 incontri nelle coppe europee, di cui 10 in Coppa dei Campioni.
Nel 1972 viene ingaggiato dagli statunitensi N.Y. Cosmos, franchigia della North American Soccer League. Con i Cosmos, dopo aver vinto la Northern Division, si aggiudica il torneo, battendo in finale, che giocò da titolare, il St. Louis Stars.

## Palmarès
- Campionato NASL: 1

New York Cosmos: 1972
- Campionato irlandese: 3

Dundalk: 1975-1976, 1978-1979, 1981-1982
- Coppa d'Irlanda: 3

Dundalk: 1976-1977, 1978-1979, 1980-1981
- Coppa di Lega irlandese: 2

Dundalk: 1977-1978, 1980-1981